# Friends in Low Places
Friends in Low Places är en roman skriven av Simon Raven och utgiven 1965. Romanen var den andra att publiceras i den svit som bär namnet Alms for Oblivion men är den femte i själva kronologin (1945 - 1973) då den utspelar sig 1959. 

## Persongalleri
- Mark Lewson – Checkskojare och bedragare i största allmänhet. Nybliven änkling. Figurerade tidigare i The Rich Pay Late.
- Angela Tuck – Frimodig 35-åring som är änka sedan tre år. Figurerade tidigare i Fielding Gray och The Rich Pay Late.
- Max de Freville – Societetslejon och pensionerad spelare. Har en intim men platonisk relation med Angela Tuck. Figurerade tidigare i The Sabre Squadron och The Rich Pay Late.
- Stratis Lykiadopolous – Grekisk spelare och vän till de Freville. Har kommit över ett intressant brev från Jacques de Moulins.
- Jacques de Moulins – Spelare. Har kommit över ett brev från en libanesisk minister (vars son han förfört) som tydligt visar på hur delar av engelska regeringen spelade under täcket med Israel för att provocera fram Suezkrisen.
- Alastair Dixon – Avgående parlamentsledamot för det starkt konservativa distriktet Bishop’s Cross. Förtrogen med Rupert Percival.
- Rupert Percival – Advokat och farbror till Leonard Percival. Onämndes i The Sabre Squadron. Har inblick i politiken och är förtrogen med Alastair Dixon.
- Edwin Turgot – Konservativ politiker. Far till Patricia och Isobel och blivande svärfar till Tom Llewyllyn, vilken han motviligt accepterat. Anser sig själv som en allvetare inom det konservativa partiet.
- Somerset Lloyd-James – förläggare med politiska aspirationer. En av huvudpersonerna i Fielding Gray och The Rich Pay Late. Gammal vän med Fielding Gray som han ger en del jobb sedan denne slutat i det militära.
- Peter Morrison – före detta politiker som siktar på en comeback. En av huvudpersonerna i Fielding Gray, Sound The Retreat samt The Rich Pay Late.
- Carton Weir – Ledare för parlamentsgruppen "Young England". Homosexuell. Vän med Morrison och kapten Detterling.
- Helen, Nick och Jeremy Morrison – Peter Morrisons maka och två söner. Helen figurerade tidigare i The Rich Pay Late.
- Lord Philby – Somerset Lloyd-James' chef och ägare av tidningen Strix. Figurerade tidigare i The Rich Pay Late. Har en gång haft samma älskarinna, Susan Grange som Lloyd-James och dessutom vid samma tillfälle. Hon är dock numera Lady Philby.
- Fielding Gray – före detta militär (major) och aspirerande författare. Tidigare huvudperson i Fielding Gray samt en av huvudpersonerna i The Sabre Squadron. Svårt vanställd i ansiktet efter att ha kommit i vägen för en exploderande bomb på Cypern 1958. Lever gott men inte överdådigt på en pension från det militära men ämnar försöka bli författare med hjälp av sin gamle vän Somerset Lloyd-James.
- Tom Llewyllyn – framgångsrik författare. Figurerade tidigare i The Rich Pay Late.
- Gregory Stern – förläggare. Omnämnd i Fielding Gray och The Rich Pay Late.
- Kapten Detterling – före detta militär och parlamentsledamot. Figurerade i Fielding Gray, The Sabre Squadron och The Rich Pay Late. Blir partner åt sin gamle kollega Fielding Gray då denne ger sig in i den litterära branschen.
- Lady Philby – Susan Grange var tidigare älskarinna åt i tur och ordning kapten Detterling, Somerset Lloyd-James och lord Philby innan hon valde giftermål med den senare och inledde ett lugnare liv.
- Tessie Buttock – Hotellägare som inte bryr sig om vad folk gör på rummen. God vän med Tom Llewyllyn som hon ofta hjälpte då denne ej hade det så fett.
- Patricia Turbot – Edwin Turbots yngre dotter och maka till Tom Llewellyn. Vet väldigt lite.
- Isobel Turbot – Edwin Turbots äldsta dotter. Levnadsglad och vet väldigt mycket.
- Maisie Malcolm – Medlem av det lätta gardet. Betjänar både Fielding Gray och Somerset Lloyd-James (den senare sedan många år). Godhjärtad.
- Lady Cantelopue – Lord Canteloupes tålmodiga hustru.
- Änkemarkisinnan Canteloupe – Lord Cantelopues döva och något senila moder.
- Lord Canteloupe – ibland även benämnd "markis". Omnämnd i The Sabre Squadron. Kusin med kapten Detterling. Halvalkoholiserad. Framstår ibland även som halvt imbecill men har trots det tjänat stora pengar på att öppna sitt gods för allmänheten såsom en slags turistanläggning. Utnämns även till sekreterare med ansvar fritidsanläggningar i England.
- Burke Lawrence – regissör. Figurerade tidigare i The Rich Pay Late. Har en egendomlig relation med Penelope Holbrook.
- Penelope Holbrook – Avdankad modell och före detta maka till Jude Holbrook. Figurerade även i The Rich Pay Late.
- Harry Dilkes. Medlem av styrelsen till Strix. Figurerade även i The Rich Pay Late.
- Roger Constable. Prevost of Lancaster College och medlem av styrelsen till Strix. En man med mycket hög moral. Figurerade i Fielding Gray, The Sabre Squadron och The Rich Pay Late.
- Jude Holbrook – före detta tryckare och numera utpressare. Tidigare partner med Donald Salinger. Huvudperson i The Rich Pay Late.
- Jonathan Gamp. Underhållande vän till flertalet av huvudpersonerna. Homosexuell. Råkar brandskada Turbots hem på grund av en slarvigt kastad fimp. Figurerade även i The Rich Pay Late.
- Alfie Schroeder – hygglig journalist. Bevakar godvän med Tom Llewellyn vars bröllop han även besöker såsom best man. Figurerade i The Sabre Squadron och The Rich Pay Late.
- Donald Salinger – tryckare. Före detta partner till Jude Holbrook. Huvudperson i The Rich Pay Late.
- Vanessa Salinger – född Drew. Salingers lättfotade maka. Huvudperson i The Rich Pay Late.

## Handling
Berättelsen börjar i den lilla staden Fenton i augusti 1959 där Angela Tuck umgås med den nyblivne änklingen men erfarne skojaren Mark Lewson som har sex med henne i förhoppningen om att få ut något av det rent ekonomiskt. Sedan Angela somnat stjäl Lewson 40 000 och går till ett kasino i förhoppningen om att kunna förmera beloppet och återlämna den ursprungliga summan till Angela. Han är på väg att förlora allt då han undsätts av Max de Freville som ser till att han går därifrån med 100 000.
Därefter gör de Freville Lewson ett förslag: två av hans affärsbekanta, greken Stratis Lykiadopolous och fransmannen Jacques de Moulins, har från en libanesisk minister kommit över ett brev som tydligt visar att delar av engelska regeringen spelade under täcket med Israel i samband med Suezkrisen. Att man kom över brevet berodde på att de Moulins förförde sonen till den libanesiske ministern och då man önskar skydda denne så håller Lykiadopolous än så länge på brevet. Lewsons uppdrag är, naturligtvis, att försöka komma över det på ett eller annat vis.
Under tiden diskuterar Rupert Percival och dennes gamle vän Alastair Dixon vem som ska ersätta den senare då han avgår som parlamentsledamot i det konservativa distriktet Bishop’s Cross. Som det snart ska visa sig aspirerar både Somerset Lloyd-James och Peter Morrison på titeln. Fielding Gray, som skadats svårt i ansiktet av en bomb och fått pension av armén, uppsöker sin gamle vän Lloyd-James för att höra om denne kan hjälpa honom att etablera sig som författare. Den alltid lika jesuitiske Lloyd-James anser sig inte ha något att förlora på detta och accepterar.
Gray möter även Tom Llewyllyn som nu är framgångsrik i samma bransch. Llewyllyn står i begrepp att gifta sig med den konservative politikern Edwin Turbots yngsta dotter Patricia. Under en blöt fest hemma hos denna familj dyker Carlton Weir upp för att meddela att lord Canteloupe, som också är på festen, ska få ett sekreterarjobb med ansvar för fritidsanläggningar och dylikt. Många anser detta som horribelt då Canteloupe anses som en försupen imbecill trots att han dragit in en hel del pengar.
Under tiden har Mark Lewson i Venedig lyckats få det brev som Lyki så väl vaktat sedan ministersonen (vars goda namn man ville skydda) dödats vid ett bombdåd i Paris. Lewson bevittnade även en märklig scen mellan regissören Burke Lawrence och Penelope Holbrook, Jude Holbrooks före detta hustru samt avdankad modell. Max de Freville uppmanar Lewson att gräva djupare i saken samt att även "göra" något av det brev han kommit över.
Lloyd-James lyckas få bort Constable ur Strix styrelse för att ersätta honom med Canteloupe. Stern åtar sig att bli förläggare åt Gray och vill även publicera hans dagbok i något mer litterär form. Han tar senare in hos Tessie Buttock, dit även den återkomne Jude Holbrook sökt sig. Mark Lewson lyckas sälja brevet till Lloyd-James och de båda besöker Sir Edward. Denne går snabbt med på att ge sitt stöd till Lloyd-James.
Tom Llewyllyn gifter sig med Patricia Turbot vid midsommar och merparten av huvudpersonerna besöker tillställningen. Gray och Morrison möts för första gången sedan 1955, Salinger försöker ställa sig in hos den något berusade lord Canteloupe och även Sir Edward blir berusad och sentimental. En slarvigt kastad fimp orsakar en eldsvåda och brandkåren anländer samtidigt som Isobel Turbot försvinner i sportbil med Mark Lewson. En brandman dödas under deras tumultartade flykt.
Under tiden kämpar Lord Canteloupe med den camping han låtit anlägga i sin roll som sekreterare, vilken han döpt till "Westward Ho!" Holbrook får tag i Lloyd-James (via Maisie) och får medelst fysiskt våld brevet. Ovetande om detta får Sir Edward under tiden konservativa partiet att backa Lloyd-James. Max de Freville, präglad av psykiska problem, ger en sista skandalomsusad spelkväll och berättar sen för vännen kapten Detterling om brevet och turerna kring det. Allt som allt är olika grupp på jakt efter Isobel och Mark (främst Mark): teamet Morrison, Detterling och Gray; Alfie och Tom samt Carlton Weir som är utskickad av Lloyd-James.
Maisie berättar historien om hur Holbrook stal brevet för Gray vilken snabbt spårar upp denne, vilken gömt sig hos sin mor. Holbrooks hot om att kasta syra i ansiktet på den redan vanställde Gray hjälper föga och han har snart övermannat denne och tagit brevet från honom. Under tiden har Mark och Isobel tagit in på "Westward Ho!" för att ej väcka uppmärksamhet. Av en slump anländer flera nyckelpersoner dit samtidigt: Weir, Morrison & Co, Tom och Alfie, Lord Canteloupe. Lagom då alla kommer dit råkar dock Mark och Isobel ut för en bilolycka och Mark dör. Medan den vänlige förläggaren Stern tröstar den hysteriska Isobel grälar man om vad man ska göra med brevet. Lord Canteloupe förstör det slutligen. Detta innebär dock ingen fördel för Morrison då Sir Edward och flera andra politiker fortsätter stödja Lloyd-James, vilken de anser lättare ha att göra med än den ständigt "moraliske" Morrison.
Boken slutar med att Tom och Patricia äntligen kan genomföra sin bröllopsresa medan förläggaren Stern äktar Isobel. I allra sista scenen sitter Angela Tuck och Max de Freville och diskuterar allt som hänt i boken.